# Grafenschlag
Grafenschlag osztrák mezőváros Alsó-Ausztria Zwettli járásában. 2019 januárjában 870 lakosa volt. 

## Elhelyezkedése

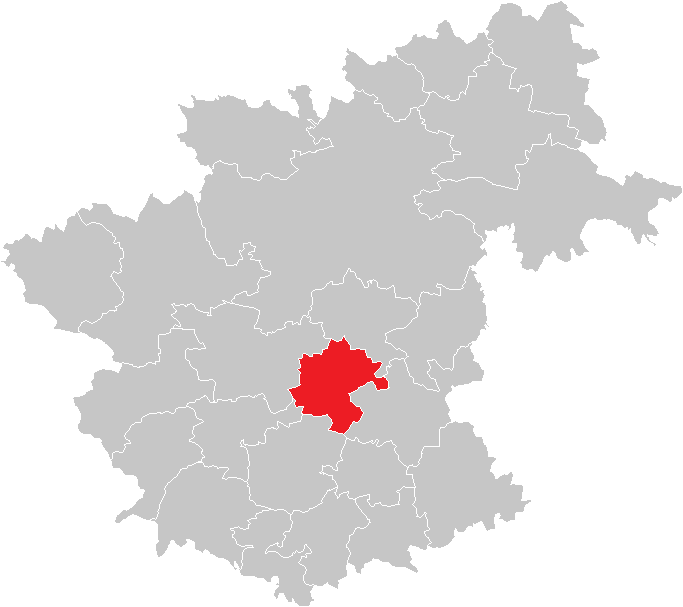
Grafenschlag a Zwettli járásban

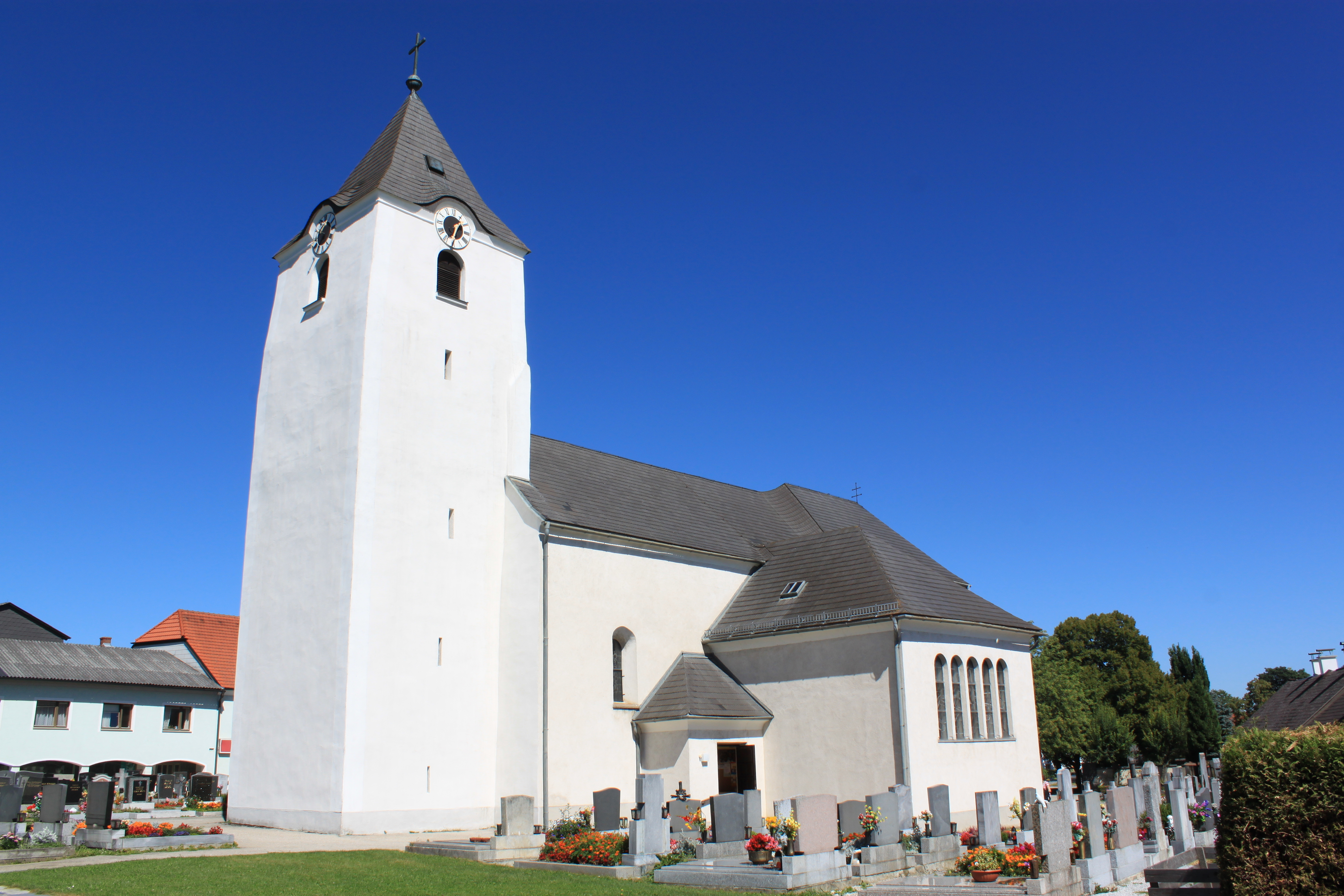
A Szt. Márton-plébániatemplom

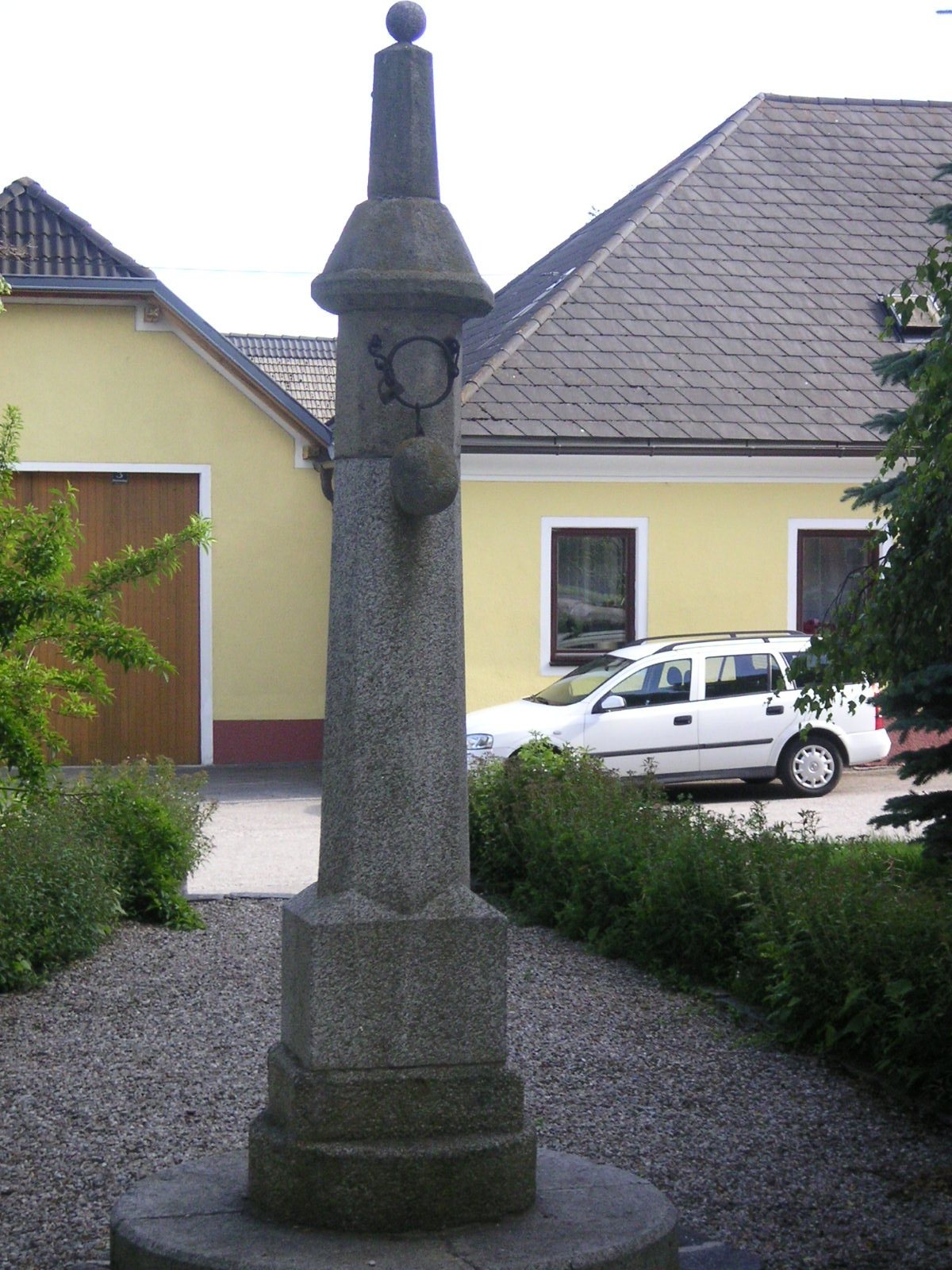
A 17. századi pellengér

Grafenschlag Alsó-Ausztria Waldviertel régiójában fekszik. Legfontosabb folyóvizei a Purzelkamp és a Roitenbach. Területének 52%-a erdő. Az önkormányzat 8 településrészt és falut egyesít: Grafenschlag (407 lakos 2019-ben), Bromberg (36), Kaltenbrunn (71), Kleingöttfritz (65), Kleinnondorf (109), Langschlag (47), Schafberg (93) és Wielands (42). A kataszteri közösségek Bromberg, Grafenschlag, Kaltenbrunn, Kleingöttfritz, Kleinnondorf, Langschlag, Schafberg és Wielands.
A környező önkormányzatok: északra Großgöttfritz, keletre Sallingberg, délre Bad Traunstein, nyugatra Schönbach, északnyugatra Rappottenstein.

## Története
Grafenschlagot 1321-ben említik először és már ekkor mezővárosi jogokkal rendelkezett. A terület birtokosai korábban a Guttenbergek voltak, egy bizonyos Gozwinus de Gutenberch lovag (a befolyásos Kuenring család hűbérese) 1174-ben a Guttenberg hegyen várat épített. A 13. század végén az erődöt a Tehlerek örökölték. A vár ezután romba dőlt és a 15. században az akkori földbirtokos, Zdenko von Sternberg a helyén földsáncot emeltetett. Zdenko 1467-ben Gratzen váránál a csehekkel hadakozott, akik bosszúból 1478-ban és 1480-ban feldúlták a mezővárost. 1597-ben Grafenschlagnál gyülekezett össze a parasztfelkelés mintegy 30 ezer résztvevője. Miután a császári parancsnok tárgyalásai nem értek el velük eredményt, Neukirchen am Ostrongnál csatában szétverték őket. 
1667-ben Ferdinand Ernst von Herberstein gróf szerezte meg a birtokot, aki elengedte a harmincéves háborúban teljesen elszegényedett lakosság földadóját. Az engedmény egészen a napóleoni háborúkig megmaradt, amikor az 1805-ös dürnsteini csata után francia csapatokat szállásoltak el a mezővárosban.
Grafenschlagot 1905-ben kapcsolták be az osztrák vasúti hálózatba (a Bécs-Gmünd közötti Ferenc József-vasút egyik szárnyvonalával). 1921. március 21-én egy tűzvész szinte az egész települést elpusztította, az 52 házból csak 6 maradt épen. A második világháborúban 87 grafenschlagi veszett oda. 1945. május 9-én szovjet csapatok vonultak be a mezővárosba, amely a szovjet megszállási zónába került, annak 1955-ös befejeztéig.   

## Lakosság
A grafenschlagi önkormányzat területén 2019 januárjában 870 fő élt. A lakosságszám 1890-ben érte el csúcspontját 1412 fővel, azóta lassú és többé-kevésbé folyamatos csökkenés tapasztalható. 2017-ben a helybeliek 97,8%-a volt osztrák állampolgár; a külföldiek közül 1,3% a régi (2004 előtti), 0,5% az új EU-tagállamokból érkezett. 2001-ben a lakosok 97,9%-a római katolikusnak, 1,7% pedig felekezeten kívülinek vallotta magát. 
A lakosság számának változása:

| 2016 | 902 |
| 2018 | 853 |

## Látnivalók
- a Szt. Márton-plébániatemplom
- a 17. századi pellengér (1824-ben villám csapott belé, 1894-ben helyreállították)
- Kaltenbrunn kápolnája
- Kleinnondorf kápolnája

## Fordítás
- Ez a szócikk részben vagy egészben  a   Grafenschlag című német Wikipédia-szócikk ezen változatának fordításán alapul.  Az eredeti cikk szerkesztőit annak laptörténete sorolja fel. Ez a jelzés csupán a megfogalmazás eredetét és a szerzői jogokat jelzi, nem szolgál a cikkben szereplő információk forrásmegjelöléseként.